# Prisons de femmes (film, 1958)
Pour les articles homonymes, voir Prisons de femmes.
Pour plus de détails, voir Fiche technique et Distribution.
Prisons de femmes est un film français réalisé par Maurice Cloche, sorti en 1958.

## Synopsis
Le rôle principal d'Alice, ancienne prostituée, préparatrice en pharmacie mariée à un ouvrier est tenu par Danièle Delorme. Lorsque son mari meurt intoxiqué, elle est accusée de l'avoir empoisonné à la suite d'une rencontre avec son ancien proxénète qui lui proposait de partir exploiter avec lui un établissement, « un clandé », en Amérique du Sud.
Son passé, la haine de sa belle-mère, sa position en pharmacie lui donnant accès à des toxiques, l'absence de son proxénète assassiné peu avant le procès dans un règlement de comptes, qui était disposé à  témoigner du refus de cette proposition, amènent les jurés à prononcer une condamnation à 10 ans de réclusion.    
La plus grande partie du film se déroule dans la prison de femmes de Haguenau. Alice se découvre enceinte peu après son incarcération. Elle accouche à l'infirmerie centrale de la prison de Fresnes et son bébé lui est retiré peu après. Le petit garçon est élevé par le fils du pharmacien, René, amoureux d'Alice, mais la prisonnière n'a droit qu'à de très rares visites de sa mère et de son enfant, sans le père éducateur non autorisé en l'absence de lien familial officiel. Après plusieurs années, on découvre que la mort du mari était due à une intoxication chimique industrielle, un accident du travail.   
Le film est une dénonciation des erreurs judiciaires mais aussi, ce qui est plus rare, des conditions très dures des prisons de femmes dans les années 1950.

## Fiche technique
- Titre : Prisons de femmes
- Réalisation : Maurice Cloche
- Scénario : Francis Carco, André Tabet d'après la pièce  de Charles Méré et d'André Lebret
- Décors : Robert Giordani
- Musique : René Sylviano
- Photographie : Jacques Mercanton
- Montage : Fanchette Mazin
- Producteur : Robert de Nesle
- Société de production : Compagnie Française de Production Cinématographique
- Pays :  France
- Format : Noir et blanc - 35 mm - Son mono
- Durée : 100 minutes
- Date de sortie : 
  - France : 16 juillet 1958[1]
- Classification : tous publics[1]

## Distribution
- Danièle Delorme : Alice Rémon ou Dumas
- Jacques Duby : René
- Vega Vinci : Gigi
- Nicolas Amato : un journaliste
- Louis Arbessier : le directeur de la prison
- Florence Arnaud
- Jean Balthazar
- Joëlle Bernard : une détenue
- Gabriel Cattand : l'avocat
- Yvonne Claudie
- George Cusin : le juge d'instruction
- Jean Daurand
- Dominique Davray : une collègue d'Alice
- Jacques Dhery
- Jacques Dynam : le médecin
- Michel Etcheverry : le substitut
- Gisèle Grimm
- Ingrid Harrisson
- Henri-Jacques Huet : Mario
- Lisa Jouvet
- Germaine Kerjean : la directrice
- Jean Lanier
- Georges Lycan : le docteur de la prison
- Jane Marken : Mme Rémon, la belle-mère d'Alice
- Laure Paillette
- Mireille Perrey : Mme Vertin, la mère de René
- Raymone : une vieille détenue
- Lina Roxa
- Jackie Rollin : Lulu
- Geymond Vital
- Monique Vita : une détenue